# جورج فرانک
جورج فرانک (انگلیسی: Georg Frank; ۱۴ دسامبر ۱۹۰۷ – ۱۳ نوامبر ۱۹۴۴) بازیکن فوتبال اهل رایش آلمان بود.
از باشگاه‌هایی که در آن بازی کرده‌است می‌توان به باشگاه فوتبال گروتر فورث اشاره کرد.
وی همچنین در تیم ملی فوتبال آلمان بازی کرده‌است.